# Попова, Людмила Михайловна
Людми́ла Миха́йловна Попо́ва (29 декабря 1898, Санкт-Петербург — 2 ноября 1972, Ленинград) — советская ленинградская поэтесса довоенного, военного и послевоенного периода. Среди её тем — блатная романтика, подвиг защитников города и освоение космоса.

## Биография
Родилась в семье музыканта и художницы. Отец умер в 1905 году от туберкулёза, и мать повторно вышла замуж. В 1918 году уехала в Казань, где работала музыкальным инструктором райкома комсомола и вступила в Казанский союз поэтов, которым руководил А. Безыменский.
В 1922 году вернулась в Петроград. В 1923 году поступила на литературное отделение Института истории искусств (окончила в 1930). В 1925 году выпустила первую книгу стихов и была принята в ленинградский Союз поэтов, в 1930 — во Всероссийский союз писателей. В 1930 году была командирована Союзом писателей на Урал, где работала коллектором в геологоразведочной экспедиции. Результатом стала книга очерков.
Работала в ленинградских газетах, в качестве спецкора «Правды» побывала в Арктике и на «великих стройках», после начала войны была военным корреспондентом. В 1942 добровольцем отправилась на фронт, трудилась в политотделе 13-й Воздушной армии Ленинградского фронта, получила орден. В военные годы много писала о лётчиках, в том числе в стихах. К концу XX века была забыта.
Похоронена на Южном кладбище Санкт-Петербурга.

## Произведения
- текст популярного[2] довоенного городского романса «Повези меня, миленький, в бар»[3]
- Разрыв-трава (стихи). Л., 1925
- На Урале (очерки). Л., 1932
- КазГРЭС (очерки). Л., 1933
- Киров на Невдубстрое (поэма). Л., 1936
- Открытое небо (поэма). Л., 1938
- поэма «Счастье летать» (1941)
- Шесть соколов (очерки). Л., 1942
- сборник «Крылья жизни» (1943)
- сборник «Соколиный мир» (1944)
- «Музыка века» (книга стихов). Л., 1963
- стихотворение «Письмо»

## Оценки
«Она страстно любила жизнь, Ленинград, поэзию и музыку»; «писала хорошие женские стихи» — поэтесса Н. В. Королёва.